# ISO 3166-2:DO
ISO 3166-2:DO es una norma ISO que define geocódigos; es la sección de la ISO 3166-2 que es específica de la República Dominicana.
No hay códigos ISO para:
- San José de Ocoa (creado en 2002 a partir de Peravia)
- Santo Domingo (creado en 2001 a partir del Distrito Nacional)

## Códigos
| DO-01 | Distrito Nacional                                      |
| DO-02 | Azua                                                   |
| DO-03 | Bahoruco                                               |
| DO-04 | Barahona                                               |
| DO-05 | Dajabón                                                |
| DO-06 | Duarte                                                 |
| DO-07 | Elías Piña                                             |
| DO-08 | El Seibo                                               |
| DO-09 | Espaillat                                              |
| DO-10 | Independencia                                          |
| DO-11 | La Altagracia                                          |
| DO-12 | La Romana                                              |
| DO-13 | La Vega                                                |
| DO-14 | María Trinidad Sánchez                                 |
| DO-15 | Monte Cristi                                           |
| DO-16 | Pedernales                                             |
| DO-17 | Peravia                                                |
| DO-18 | Puerto Plata                                           |
| DO-19 | Hermanas Mirabal (Salcedo, antes de noviembre de 2007) |
| DO-20 | Samaná                                                 |
| DO-21 | San Cristóbal                                          |
| DO-22 | San Juan                                               |
| DO-23 | San Pedro de Macorís                                   |
| DO-24 | Sánchez Ramírez                                        |
| DO-25 | Santiago (provincia)                                   |
| DO-26 | Santiago Rodríguez                                     |
| DO-27 | Valverde                                               |
| DO-28 | Monseñor Nouel (creado en 1992 a partir La Vega)       |
| DO-29 | Monte Plata (creado en 1992 a partir de San Cristóbal) |
| DO-30 | Hato Mayor (creado en 1992 a partir de El Seibo)       |

| Azua                                                   | DO-02 |
| Bahoruco                                               | DO-03 |
| Barahona                                               | DO-04 |
| Dajabón                                                | DO-05 |
| Distrito Nacional                                      | DO-01 |
| Duarte                                                 | DO-06 |
| El Seibo                                               | DO-08 |
| Elías Piña                                             | DO-07 |
| Espaillat                                              | DO-09 |
| Hato Mayor                                             | DO-30 |
| Independencia                                          | DO-10 |
| La Altagracia                                          | DO-11 |
| La Romana                                              | DO-12 |
| La Vega                                                | DO-13 |
| María Trinidad Sánchez                                 | DO-14 |
| Monseñor Nouel                                         | DO-28 |
| Monte Cristi                                           | DO-15 |
| Monte Plata                                            | DO-29 |
| Pedernales                                             | DO-16 |
| Peravia                                                | DO-17 |
| Puerto Plata                                           | DO-18 |
| Hermanas Mirabal (Salcedo, antes de noviembre de 2007) | DO-19 |
| Samaná                                                 | DO-20 |
| San Cristóbal                                          | DO-21 |
| San Juan                                               | DO-22 |
| San Pedro de Macorís                                   | DO-23 |
| Sánchez Ramírez                                        | DO-24 |
| Santiago                                               | DO-25 |
| Santiago Rodríguez                                     | DO-26 |
| Valverde                                               | DO-27 |